# Conversation Piece
| Оценки критиков | Оценки критиков |
| Источник        | Оценка          |
| --------------- | --------------- |
| AllMusic        | [ 1 ]           |

Conversation Piece — бокс-сет британского рок-музыканта Дэвида Боуи, выпущенный в ноябре 2019 года. Компиляция содержит пять компакт-дисков с записями, сделанными в 1968—1969 годах. В бокс-сет входят домашние демозаписи и сессии музыкант на BBC, а также два микса альбома Space Oddity (1969): оригинальный стереомикс 1969 года и новый микс 2019 года, созданный Тони Висконти специально для этого релиза. Микс 1969 года представляет собой ремастированную версию уже выпускавшуюся в 2009 году на компакт-диске (к 40-летию альбома), выбранную из-за того, что её мастеринг соответствовал оригинальному релизу на LP, в отличие от обновлённой версии мастеринга, фигурирующей в бокс-сете Five Years (1969–1973), сделанной по заказу лейбла Parlophone.
Большинство демозаписей были выпущены в 2019 году — на бокс-сетах Spying Through a Keyhole, Clareville Grove Demos и The 'Mercury' Demos (изданных на виниле). Микс альбома Space Oddity 2019 года был выпущен отдельным релизом на CD и LP, а также в цифровом формате и на стриминговых сервисах, одновременно с бокс-сетом.

## Запись
Первые 11 треков, вероятно, были записаны в период с января по март 1968 года, в то же период, когда происходила студийная запись песен «In The Heat of The Morning» и «London Bye, Ta-Ta». Треки 12 и 13 также, вероятно, были записаны в ноябре 1968 года, вскоре после сочинения песни «Space Oddity». Трек 14 был записан где-то около ноября 1968 года, а треками с 15 по 23 — в январе 1969 года.
Материал из The 'Mercury' Demos был записан где-то между первой студийной попыткой записи Space Oddity, 2 февраля 1969 года, и переездом Боуи в Бекенхэм в середине апреля.
Треки 1-2 третьего диска были записаны в период с 12 марта по 18 апреля 1968 года на студии Decca Studios, а треки 3-7 — 13 мая на студии BBC Radio Studios . Затем следует 8 трек, «Ching A Ling», который был записан за две сессии с 24 октября по 27 ноября 1968 года. Трек 9 был записан 2 февраля 1969 года на студии Morgan Studios. Трек 10 был записан 20 июня 1969 года, следующий трек, вероятно, был записан примерно в то же время, а 12 трек — ориентировочно с июля по сентябрь. Треки 14-16 были записаны 20 октября.

## Список композиций
Слова и музыка всех песен — написаны Дэвидом Боуи, за исключением отмеченных.
| №   | Название                                                                   | Предыдущий альбом        | Длительность |
| --- | -------------------------------------------------------------------------- | ------------------------ | ------------ |
| 1.  | «April's Tooth of Gold»                                                    | ранее не издавалась      | 2:29         |
| 2.  | «The Reverend Raymond Brown (Attends the Garden Fête on Thatchwick Green)» | ранее не издавалась      | 2:15         |
| 3.  | «When I'm Five»                                                            | ранее не издавалась      | 3:18         |
| 4.  | «Mother Grey»                                                              | Spying Through a Keyhole | 3:00         |
| 5.  | «In the Heat of the Morning»                                               | Spying Through a Keyhole | 2:59         |
| 6.  | «Goodbye 3d (Threepenny) Joe»                                              | Spying Through a Keyhole | 3:19         |
| 7.  | «Love All Around»                                                          | Spying Through a Keyhole | 2:49         |
| 8.  | «London Bye, Ta-Ta»                                                        | Spying Through a Keyhole | 3:31         |
| 9.  | «Angel Angel Grubby Face» (первая версия)                                  | Spying Through a Keyhole | 2:31         |
| 10. | «Angel Angel Grubby Face» (вторая версия)                                  | Spying Through a Keyhole | 2:37         |
| 11. | «Animal Farm»                                                              | ранее не издавалась      | 2:21         |
| 12. | «Space Oddity» (сольный демо-фрагмент)                                     | Spying Through a Keyhole | 2:39         |
| 13. | «Space Oddity» (первая версия, совместно с Джоном Хатчинсоном)             | Spying Through a Keyhole | 4:02         |
| 14. | «Space Oddity» (вторая версия, совместно с Джоном Хатчинсоном)             | ранее не издавалась      | 5.00         |
| 15. | «Space Oddity» (третья версия, совместно с Джоном Хатчинсоном)             | Clareville Grove Demos   | 5:10         |
| 16. | «Lover to the Dawn» (совместно с Джоном Хатчинсоном)                       | Clareville Grove Demos   | 3:50         |
| 17. | «Ching-a-Ling» (совместно с Джоном Хатчинсоном)                            | Clareville Grove Demos   | 2:58         |
| 18. | «An Occasional Dream» (совместно с Джоном Хатчинсоном)                     | Clareville Grove Demos   | 2:49         |
| 19. | «Let Me Sleep Beside You» (совместно с Джоном Хатчинсоном)                 | Clareville Grove Demos   | 2:54         |
| 20. | «Life Is a Circus» (Роджер Банн, совместно с Джоном Хатчинсоном)           | Clareville Grove Demos   | 4:50         |
| 21. | «Conversation Piece»                                                       | ранее не издавалась      | 3:47         |
| 22. | «Jerusalem»                                                                | ранее не издавалась      | 4:19         |
| 23. | «Hole In The Ground» (совместно с Джорджем Андервудом)                     | ранее не издавалась      | 3:29         |

| №   | Название              | Автор(ы)     | Длительность |
| --- | --------------------- | ------------ | ------------ |
| 1.  | «Space Oddity»        |              | 5:29         |
| 2.  | «Janine»              |              | 3:54         |
| 3.  | «An Occasional Dream» |              | 3:19         |
| 4.  | «Conversation Piece»  |              | 3:31         |
| 5.  | «Ching-a-Ling»        |              | 3:37         |
| 6.  | «I'm Not Quite»       |              | 4:01         |
| 7.  | «Lover to the Dawn»   |              | 5:02         |
| 8.  | «Love Song»           | Лесли Данкан | 4:09         |
| 9.  | «When I'm Five»       |              | 3:20         |
| 10. | «Life Is a Circus»    | Роджер Банн  | 5:28         |

| №   | Название                                                                                    | Предыдущий альбом                              | Длительность |
| --- | ------------------------------------------------------------------------------------------- | ---------------------------------------------- | ------------ |
| 1.  | «In the Heat of the Morning» (моно-версия в студии Decca)                                   | переиздание David Bowie 2010 года; бонус-диск  | 2:51         |
| 2.  | «London Bye, Ta-Ta» (альтернативная версия в студии Decca)                                  | ранее не издавалась                            | 2:36         |
| 3.  | «In the Heat of the Morning»                                                                | Bowie at the Beeb                              | 3:01         |
| 4.  | «London Bye, Ta-Ta»                                                                         | Bowie at the Beeb                              | 2:39         |
| 5.  | «Karma Man»                                                                                 | Bowie at the Beeb                              | 3:07         |
| 6.  | «When I'm Five»                                                                             | переиздание David Bowie 2010 года; бонус-диск  | 3:14         |
| 7.  | «Silly Boy Blue»                                                                            | Bowie at the Beeb                              | 4:32         |
| 8.  | «Ching-a-Ling»                                                                              | переиздание David Bowie 2010 года; бонус-диск  | 2:51         |
| 9.  | «Space Oddity» (версия в студии Morgan Studios — альтернативный дубль с Джоном Хатчинсоном) | ранее не издавалась                            | 4:22         |
| 10. | «Space Oddity» (британская сингл-версия)                                                    | Five Years (1969–1973)                         | 4:42         |
| 11. | «Wild Eyed Boy from Freecloud» (монофонический микс)                                        | Five Years (1969–1973)                         | 4:54         |
| 12. | «Janine» (монофонический микс)                                                              | Five Years (1969–1973)                         | 3:23         |
| 13. | «Conversation Piece» (монофонический микс)                                                  | Five Years (1969–1973)                         | 3:06         |
| 14. | «Let Me Sleep Beside You»                                                                   | переиздание Space Oddity 2009 года; бонус-диск | 3:20         |
| 15. | «Unwashed and Somewhat Slightly Dazed»                                                      | переиздание Space Oddity 2009 года; бонус-диск | 4:03         |
| 16. | «Janine»                                                                                    | переиздание Space Oddity 2009 года; бонус-диск | 3:03         |

| №   | Название                                                     | Предыдущий альбом                              | Длительность |
| --- | ------------------------------------------------------------ | ---------------------------------------------- | ------------ |
| 1.  | «Space Oddity»                                               | Space Oddity                                   | 5:14         |
| 2.  | «Unwashed and Somewhat Slightly Dazed (inc. Don’t Sit Down)» | Space Oddity                                   | 6:51         |
| 3.  | «Letter to Hermione»                                         | Space Oddity                                   | 2:32         |
| 4.  | «Cygnet Committee»                                           | Space Oddity                                   | 9:31         |
| 5.  | «Janine»                                                     | Space Oddity                                   | 3:21         |
| 6.  | «An Occasional Dream»                                        | Space Oddity                                   | 2:54         |
| 7.  | «Wild Eyed Boy from Freecloud»                               | Space Oddity                                   | 4:46         |
| 8.  | «God Knows I'm Good»                                         | Space Oddity                                   | 3:17         |
| 9.  | «Memory of a Free Festival»                                  | Space Oddity                                   | 7:09         |
| 10. | «Wild Eyed Boy from Freecloud» (би-сайд сингла, стерео-микс) | переиздание Space Oddity 2009 года; бонус-диск | 4:56         |
| 11. | «Letter to Hermione» (ранний микс)                           | ранее не издавалась                            | 2:32         |
| 12. | «Janine» (ранний микс)                                       | ранее не издавалась                            | 3:23         |
| 13. | «An Occasional Dream» (ранний микс)                          | ранее не издавалась                            | 2:54         |
| 14. | «Ragazzo Solo, Ragazza Sola» (полная версия)                 | Five Years (1969–1973)                         | 5:14         |

| №   | Название                                      | Длительность |
| --- | --------------------------------------------- | ------------ |
| 1.  | «Space Oddity»                                | 5:20         |
| 2.  | «Unwashed and Somewhat Slightly Dazed»        | 6:18         |
| 3.  | «Letter to Hermione»                          | 2:32         |
| 4.  | «Cygnet Committee»                            | 9:28         |
| 5.  | «Janine»                                      | 3:21         |
| 6.  | «An Occasional Dream»                         | 2:57         |
| 7.  | «Wild Eyed Boy from Freecloud»                | 4:50         |
| 8.  | «Conversation Piece»                          | 3:11         |
| 9.  | «God Knows I'm Good»                          | 3:16         |
| 10. | «Memory of a Free Festival»                   | 7:14         |
| 11. | «Wild Eyed Boy from Freecloud» (сингл-версия) | 4:59         |
| 12. | «Ragazzo Solo, Ragazza Sola»                  | 5:20         |

## Чарты
| Чарт (2019)                 | Высшая позиция |
| --------------------------- | -------------- |
| Бельгия/Валлония (Ultratop) | 127            |
| Венгрия (MAHASZ)            | 28             |